# Messejana
Messejana est une paroisse civile portugaise (en portugais : freguesia) de la municipalité d'Aljustrel dans le district de Beja.

## Démographie
Lors du recensement de 2021, Messejana compte 811 habitants. C'est alors la paroisse la moins peuplée de la municipalité d'Aljustrel.